# Angela Mao
Angela Mao (chinois : 茅瑛, Máo Yīng) est une actrice taïwanaise née le 20 septembre 1950, à Taïwan.

## Biographie
Elle est la troisième d'une famille de 7 enfants. Son père, Mao Yung Kan, est une ancienne star d'opéra de Pékin. Elle est connue en tant que grande actrice pour ses rôles principaux dans de nombreux films d'arts martiaux dans les années 1970. Elle est aussi surnommée "Lady Tourbillon" et "Lady Kung Fu" par ses fans.
Angela Mao fut formée en hapkido par Ji Han-Jae et ses assistants, ainsi qu'à d'autres formes d'arts martiaux au cours de sa carrière au cinéma pour se préparer à ses rôles. Elle est d'ailleurs apparue dans le film Opération Dragon.

### Vie privée
Elle épousa Kelly Lui en 1974 et donna naissance à un enfant en 1976. Elle se retira des films en 1992 afin de se consacrer à sa famille.

## Filmographie
- 1971 : Les 8 Invincibles du kung fu (The Invincible Eight)
- 1971 : The Angry River
- 1972 : La Déchaînée de Shanghai (Lady Whirlwind)
- 1972 : Dynamique Dragon contre boxeurs chinois (Hapkido)
- 1973 : The Opium Trail
- 1973 : Le Tigre noir du karaté
- 1973 : Opération Dragon
- 1973 : L'Auberge du printemps
- 1973 : Dynamique Mankis contre Tigre noir
- 1973 : Acrobatique Kung Fu contre Gang Noir
- 1974 : The Tournament
- 1974 : Stoner se déchaîne
- 1974 : Naughty ! Naughty !
- 1975 : L'Association
- 1976 : Opération Regina
- 1976 : La Légende de l'Himalaya
- 1977 : Revenge Of Kung Fu Mao
- 1977 : Moonlight Sword And Jade Lion
- 1977 : Le Feu du Diable contre Shaolin
- 1977 : Duel In The Desert
- 1977 : Broken Oath
- 1978 : Moon Night Cutter
- 1978 : La Légende de Shaolin
- 1978 : The Lady Constables
- 1978 : L'Invincible Trio du kung fu
- 1978 : The Damned
- 1978 : Les Cavaliers de Shaolin
- 1979 : Le Tigre sort ses griffes
- 1979 : Les Panthères du Kung Fu
- 1979 : Dance Of Death
- 1980 : Snake Deadly Act
- 1981 : The Giant Of Casino
- 1982 : The Stunning Gampling
- 1982 : News Pilgrims To The West
- 1987 : Devil Dynamite
- 1992 : Ghost Bride